# Anders Lassen
Anders Frederik Emil Victor Schau Lassen (22. september 1920 på Høvdingsgård – 9. april 1945 ved Comacchio i Italien) var en dansk officer i den britiske hær og gjorde tjeneste under det meste af 2. verdenskrig. Anders Lassen modtog posthumt Victoria Cross, som er den højeste britiske hædersbevisning for heltemod.
Lassen var bror til Frants Axel Lassen.

## Fødsel og skolegang
Anders Lassen blev født den 22. september 1920 som søn af kaptajn i hæren Emil Victor Schau Lassen og Suzanne Maria Signe født Raben-Levetzau.
Anders blev født i en familie, der havde stor hang til eventyr og militæret. Hans far var blandt de danske frivillige, der deltog på finsk side imod russerne i Vinterkrigen, hvor han blev dekoreret flere gange.:64-65
Medlemmer af familien havde kæmpet og mistet livet under de slesvigske krige, heriblandt i slaget ved Dybbøl i 1864. Hans farmor Ebba Schau var datter af Emil Victor Schau.
Hans far havde stor interesse for skydning med håndvåben og bue og opdrog sine tre børn til at nære nationale følelser for Danmark: De skulle forsvare landet og have respekt for Dannebrog.
Lassen gik tre år på Herlufsholm kostskole, hvorfra han fik sin eksamen i 1935, på trods af at han blev karakteriseret som en elev, der ikke havde de største kundskaber og ikke bekymrede sig særlig meget om sit arbejde.:26-29

## Tiden i Handelsflåden
Da han fyldte 18, besluttede han sig for at gå ind i handelsflåden, som han så som en mulighed for at få arbejde. Han tog hyre om bord på Fionia, der havde rute fra Danmark til Bangkok.:34-43 Efter at have rejst i fire måneder på Fionia søgte han ind til A.P. Møller som sømandsaspirant på tankskibet Eleonora Mærsk i maj 1939.:51-63
Den 9. april 1940 om morgenen var Eleonora Mærsk i Den Persiske Bugt, hvor kaptajnen modtog et telegram fra rederiet om, at de tyske militære styrker havde besat landet, og han fik samtidig besked på at lægge til ved en neutral, tysk eller italiensk havn.
Anders Lassen blev harm, da han hørte beskeden om, at Danmark var blevet besat, og opfordrede sammen med de fleste andre besætningsmedlemmer kaptajnen til at lægge til ved en engelsk havn. Han ville om nødvendigt begå mytteri for at få kaptajnen til at gøre det.
I efteråret 1940 lagde Eleonora Mærsk til i Sydafrika, hvor Anders tog afsked fra A.P. Møller:109 til fordel for de engelske styrker, som han ville melde sig til.
For at komme til Storbritannien tog han hyre som skytte på handelsskibet S/S British Consul, som tit blev angrebet af tyskerne. Skibet fuldførte hele rejsen til Skotland uden problemer, hvorefter Lassen sammen med ligesindede danskere aflagde ed til kong Christian 10. ved en fane. De svor samtidig trosskab over for de allierede styrker i kampen mod tyskerne.
Efter edsaflæggelsen meldte Lassen sig ind i den britiske hær.

## I den britiske hær
Han blev tilknyttet Special Operations Executive, hvorfra han senere blev udpeget til specialtjeneste og forflyttet til Poole i England for at deltage i træning og etablering af en ny specialenhed, Maid Honor Force (opkaldt efter sejlbåden Maid Honor). 
Formålet med den var primært udførelse af kommandoraids mod besatte områder på den franske kyst ved Den Engelske Kanal.
Specialenhedens træning var omfattende, særligt inden for tekniske og fysiske discipliner, våbenkendskab, enkeltmandskamp, speciale i at operere med små både som kanoer og kajakker, svømning med fuld udrustning i åbent hav og lange marchture med tung oppakning. 
Træningen viste, at Lassen var den fødte soldat.
Hans enheds første opgave var at sejle en sejlbåd fra England til Dakar i Vestafrika, hvor den skulle neutralisere/erobre en italiensk oceandamper, der leverede forsyninger til tyske ubåde i Atlanterhavet. Missionen blev fuldført med succes, og efter tilbagekomsten til England i slutningen af 1941 blev Lassen udnævnt til sekondløjtnant. 
At opgaven med at erobre oceandamperen lykkedes, skyldtes enhedens brede kendskab til det maritime erhverv og specialuddannelsen. Lassen fik efter den operation tildelt The Military Cross (Militærkorset). 
Enhedens skiftede navn til Special Boat Service (SBS). SBS blev nedlagt efter krigen, men senere genoprettet og er i dag en selvstændig enhed i det britiske marineinfanteri.
Efter disse opgaver blev han sendt til Beirut for at gennemgå særlig officerstræning, blandt andet faldskærmssuddannelse. 
Lassen blev sendt til det græske øhav med SBS for at kæmpe mod tyskerne, som havde besat flere øer. Som i tidligere operationer benyttede de sig af små fartøjer, ofte fiskerbåde som var bevæbnet. Lassens erfaringer fra tidligere opgaver var til stor gavn for operationerne i øhavet.
Han deltog i talrige heldige raids imod tyske flyvepladser, besætninger og kommandostationer. Samtidigt gjorde han et ekstraordinært stykke arbejde med at hjælpe de lokale og de partisaner, som han og SBS samarbejdede med. Hjælpen bestod i forsyninger med våben, madvarer, medicin og tøj.
Chefen for SBS's operationer i Mellemøstens skrev i sine anbefalinger, at på trods af at Lassen led af nyresvigt, var han en soldat af god standard. Han var på det tidspunkt udnævnt til kaptajn.
Kaptajn Lassen var en respekteret soldat i elitekorpsene og i den britiske hær. Ud over at være en populær officer var han i besiddelse af stort moralsk mod, originalitet, humor og stille medfølelse for sine medmennesker.
Den 9. oktober 1944 blev han udnævnt til major og var tildelt tre militærkors for sine indsatser.

## Sidste mission
Dagene før den 9. april 1945 fik major Anders Lassen ordre til at lede en patrulje, hvis opgave det var at angribe et tysk støttepunkt ved den nordlige del af Commachiosøen i Italien. Formålet med operationen var at forårsage fjendtlige tab og så stor forvirring som muligt for at skabe indtryk af, at et hovedangreb var på vej.
Enheden savnede gode informationer om det område, de skulle operere i. 
Da patruljen kom op til en dæmning og var i gang med at forcere den smalle vej ind mod selve Commacchio by, blev de anråbt fra en tysk stilling. Det lykkedes ikke for patruljen at narre tyskerne til at tro, at de var lokale fiskere, og der blev straks åbnet voldsom tysk ild.
Ifølge de overlevende patruljemedlemmer var denne ild så intens, at hele patruljen på det nærmeste blev lammet og tvunget til at ligge i “skjul”. 
Lassen indså, at det ville koste dem alle livet, hvis de blev, hvor de var. Han foretog derfor alene en fremrykning mod det første tyske støttepunkt. I en regn af kugler lykkedes det ham at storme frem og ødelægge støttepunktet med håndgranater. Det kom fuldstændigt bag på tyskerne, som i nogle sekunder tøvede og funderede over, hvad der var sket. Det var tid nok til, at resten af SBS-patruljen kunne komme på benene og sammen med Lassen ødelægge yderligere to støttepunkter. Da Anders Lassen, som var omkring 100 meter foran sin patrulje, kom frem til det næste støttepunkt, blev der fra tysk side råbt om overgivelse. 
Idet Anders Lassen stoppede op for at modtage tyskernes overgivelse, blev han ramt af dødbringende spærreild fra et andet støttepunkt. Dødeligt såret faldt han til jorden, men på trods af det kastede han et par granater ind mod bunkeren og dræbte og sårede alle i den.:532
Sergent Leslie Stephenson kom hen til Lassen for at få ham væk, men denne nægtede, da han mente, at han ville dø, uanset hvad der blev gjort.
Det lykkedes for SBS-patruljen at komme tilbage med kun tre faldne, hvoraf den ene var deres patruljefører Anders Lassen, som døde af sine kvæstelser.
For sin indsats ved Comacchio blev Lassen posthumt tildelt Victoriakorset.

## Medaljer
- Victoriakorset – Storbritannien. (Sept. 1945)[1]
- Militærkorset med to bjælker – Storbritannien.
- 1939 – 1945-stjernen – Storbritannien.
- Forsvarsmedaljen – Storbritannien.
- Krigsmedaljen – Storbritannien.
- Afrika-stjernen – Storbritannien.
- Italien-stjernen – Storbritannien.
- Kong Christian X's Erindringsmedalje for Deltagelse i Krigen 1940-45 – Danmark.
- Det græske krigskors – Grækenland.

Medaljerne er Anders Lassen Fondens ejendom og har været udstillet på Frihedsmuseet.

### Motivering for tildeling af Victoria Cross (forkortet)
Major Lassen blev beordret til at lede en patrulje med en officer og sytten soldater af anden rang til at foretage et angreb ved den nordlige del af søen Comacchio for at forårsage så mange fjendtlige tab og skabe så stor forvirring som muligt, dette for at skabe det indtryk, at et hovedangreb var ved at blive sat ind.
Trods overvældende fjendtlige styrker fuldførte major Lassen missionen.
Tre svært armerede bunkers blev tilintetgjort.
Major Lassen blev dødeligt såret, men nægtede at lade sig evakuere, for ikke at være til besvær og ulejlighed, hvorved han kunne sætte sine folks liv på spil.
Ved dygtig ledelse og ignorering af egen sikkerhed havde major Lassen trods modstand fra store fjendtlige styrker opnået, at det beordrede blev fuldført.

## Anders Lassens minde
I dag er der i Grækenland, Danmark, Israel, Italien og Storbritannien opstillet mindesten til ære for Anders Lassen, også ved det sted, hvor han faldt med sine to patruljemedlemmer.
Ved Skt. Peders Kapel ved Præstø Fjord på adressen Strandvejen 71 – Sjolte – 4733 Tappernøje, står en mindesten, foran hvilken der hvert år den 4. maj om aftenen i anledning af årsdagen for Danmarks befrielse i 1945 holdes en højtidelighed med efterfølgende gudstjeneste i kapellet.
Ved Jægerkorpsets hovedkvarter på Flyvestation Ålborg og Frømandskorpsets hovedkvarter ved torpedostation Kongsøre er opstillet buster af Anders Lassen, og af Forsvaret er han anset som et ideal for alle ansatte.
Ved hæderstuerne ved de to hovedkvarterer for de britiske specialenheder Special Boat Service (SBS) og SAS (Special Air Service) er opsat billeder af Anders Lassen.
Ved Glenfinnanmonumentet i Skotland er opsat en bænk til Anders Lassens minde.
Ved Churchillparken ved Frihedsmuseet står en buste af ham.
Ved Mindelunden i Ryvangen ligger Major Anders Lassens Vej. Vejen er cirka 300 meter lang og munder ud i Tuborgvej. Der er hverken beboelse eller industri på vejen, der fører til Mindelundens parkeringspladser. Vejen fik sit navn i 1995 på 50-års dagen for Anders Lassens død. 
På Herlufsholm Kostskole har man opkaldt sovesalen Lassengården efter Anders Lassen, og der er opstillet en buste af ham i gården, som sovesalen omkranser.
I Fakse Ladeplads er en vej opkaldt efter Anders Lassen.
Da Danmark udsendte et specialstyrkebidrag til ISAF i 2012 til Helmand, valgte specialstyrken Task Force 7 at kalde deres lejr Camp Anders Lassen.
Anders Lassen ligger begravet på den britiske militærkirkegård ved Argenta i Italien.